# Sephisa albina
Sephisa albina är en fjärilsart som beskrevs av Evans 1912. Sephisa albina ingår i släktet Sephisa och familjen praktfjärilar. Inga underarter finns listade i Catalogue of Life.